# Idris Ackamoor
Bruce Baker conocido como Idris Ackamoor (9 de enero de 1951) es un multiinstrumentista, compositor, actor, bailarín de claqué, productor, administrador y director estadounidense.  También es director artístico del conjunto de jazz The Pyramids.

## Carrera
Fundó la banda The Pyramids a principios de la década de 1970 en Antioch College en Ohio como parte del Black Music Ensemble de Cecil Taylor.  La banda realizó una gira por África en la década de 1970, sumando músicos y nuevos instrumentos, antes de establecerse en San Francisco, Estados Unidos.  Las autoediciones exploratorias Lalibela (1973), King Of Kings (1974) y Birth / Speed / Merging (1976) tuvieron tiradas muy limitadas y sólo se vendieron en conciertos en el maletero de sus coches. 
La banda se separó en 1977, pero Ackamoor ha reformado The Pyramids varias veces.  Strut Records lanzó nuevos álbumes de estudio de la banda en la década de 2010: We Be All Africans y An Angel Fell .  Su álbum de 2023 Afro Futuristic Dreams hace referencia al trabajo de los escritores de ciencia ficción Octavia E. Butler y Samuel R. Delany.  

## Discografía
- Portrait (1998)
- Centurian (2000)
- Homage to Cuba (2004)
- An Angel Fell (2018)
- Shaman! (2020)
- Afro Futuristic Dreams (2023)

Con Earl Cross, Rashied Al Akbar y Muhammad Ali
- Ascent of the Nether Creatures (NoBusiness, 2014) grabado en 1980